# Cot Kruet (Makmur)
Cot Kruet is een bestuurslaag in het regentschap Bireuen van de provincie Atjeh, Indonesië. Cot Kruet telt 684 inwoners (volkstelling 2010).